# Långtjärnen (Sorsele socken, Lappland, 731425-153433)
Långtjärnen är en sjö i Sorsele kommun i Lappland och ingår i Umeälvens huvudavrinningsområde. Långtjärnen ligger i Vindelfjällen Natura 2000-område.